# Estanh de Mar
L'Estanh de Mar (en catalan) ou Lac de Mar est un Lac des Pyrénées, sur la commune de Naut Aran, dans la province de Lérida en Catalogne (Espagne).

## Description
L'Estanh de Mar est un lac naturel, il est à une altitude de 2 240 m, a une superficie d'environ 43 ha et a une profondeur de 83 m.

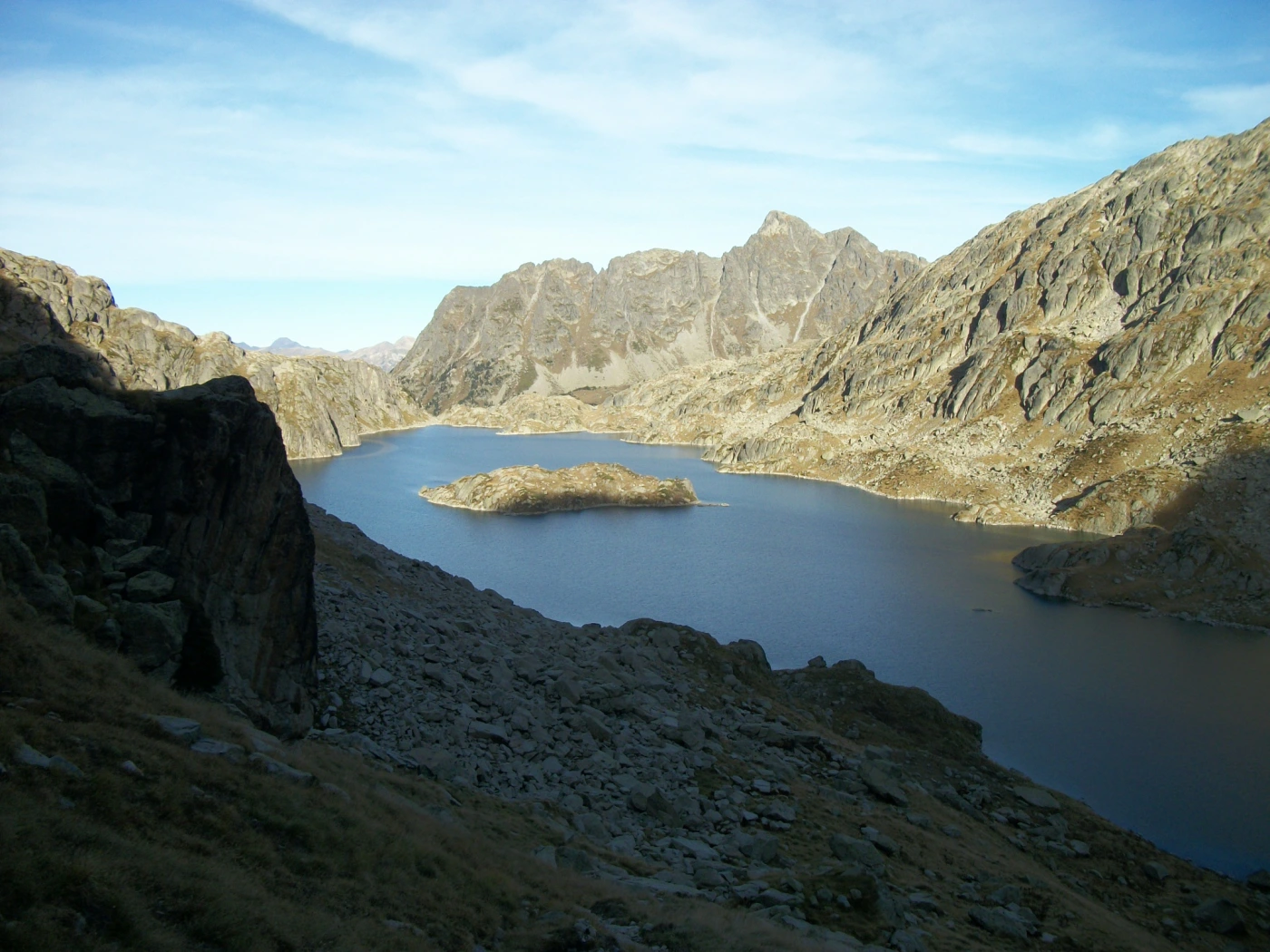
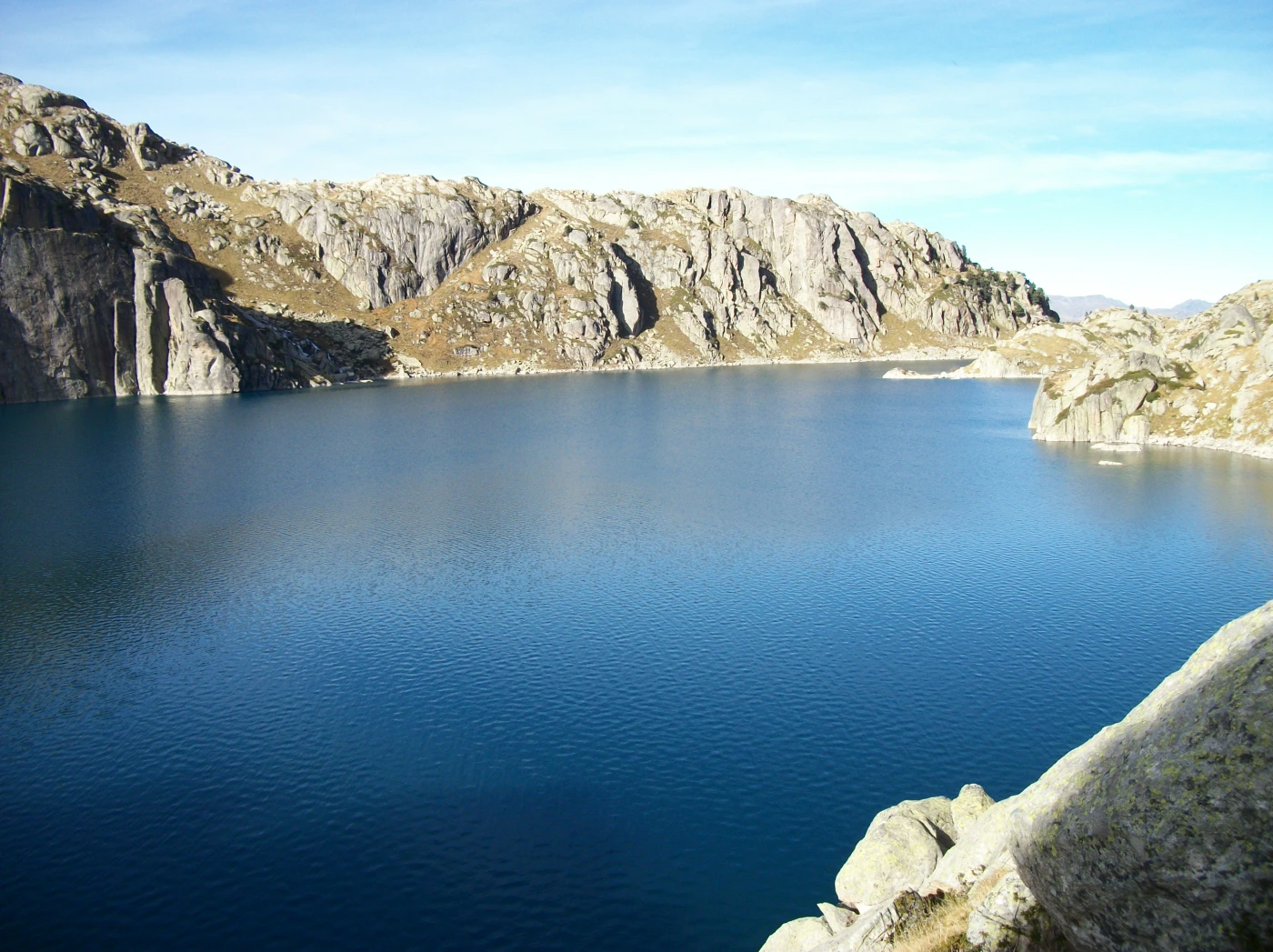